# Irene Espínola
Irene Espínola Pérez (født 19. december 1992) er en kvindelig spansk håndboldspiller som spiller for Neckarsulmer SU i den tyske Handball-Bundesliga Frauen og Spaniens kvindehåndboldlandshold.
Hun blev udtaget til landstræner José Ignacio Prades' trup ved VM i kvindehåndbold 2021 i Spanien.